# San Javier (Murcia)
San Javier ist eine Gemeinde in der autonomen Region Murcia in Spanien. Sie liegt 33 km südöstlich von Murcia entfernt. Die Autopista AP-7 umgeht San Javier westlich.
2024 hatte die Gemeinde 35.872 Einwohner auf einer Fläche von 75,10 km². 
Der ehemalige internationale Flughafen Murcia-San Javier (span. Aeropuerto de Murcia-San Javier) (von 1995 bis 2019) und der an gleicher Stelle bereits seit 1929 bestehende Militärflugplatz Base Aérea de San Javier der spanischen Luftstreitkräfte im Südosten der Iberischen Halbinsel liegen im Ortsteil Santiago de la Ribera direkt an der Lagune Mar Menor des Mittelmeeres. In 30 Kilometer Entfernung in westnordwestlicher Richtung befindet sich der 2019 eröffnete Verkehrsflughafen Aeropuerto Internacional de la Región de Murcia.